# Musaranya de Buettikofer
La musaranya de Buettikofer (Crocidura buettikoferi) és una espècie de mamífer pertanyent a la família dels sorícids que viu a l'Àfrica (Costa d'Ivori, Ghana, Guinea, Libèria, Nigèria i, possiblement també, a Sierra Leone).
Les principals amenaces que té són la destrucció de l'hàbitat i la invasió d'aquest per part d'altres espècies de musaranyes més comunes que rivalitzarien amb ella pels recursos.